# Massimo Vignelli

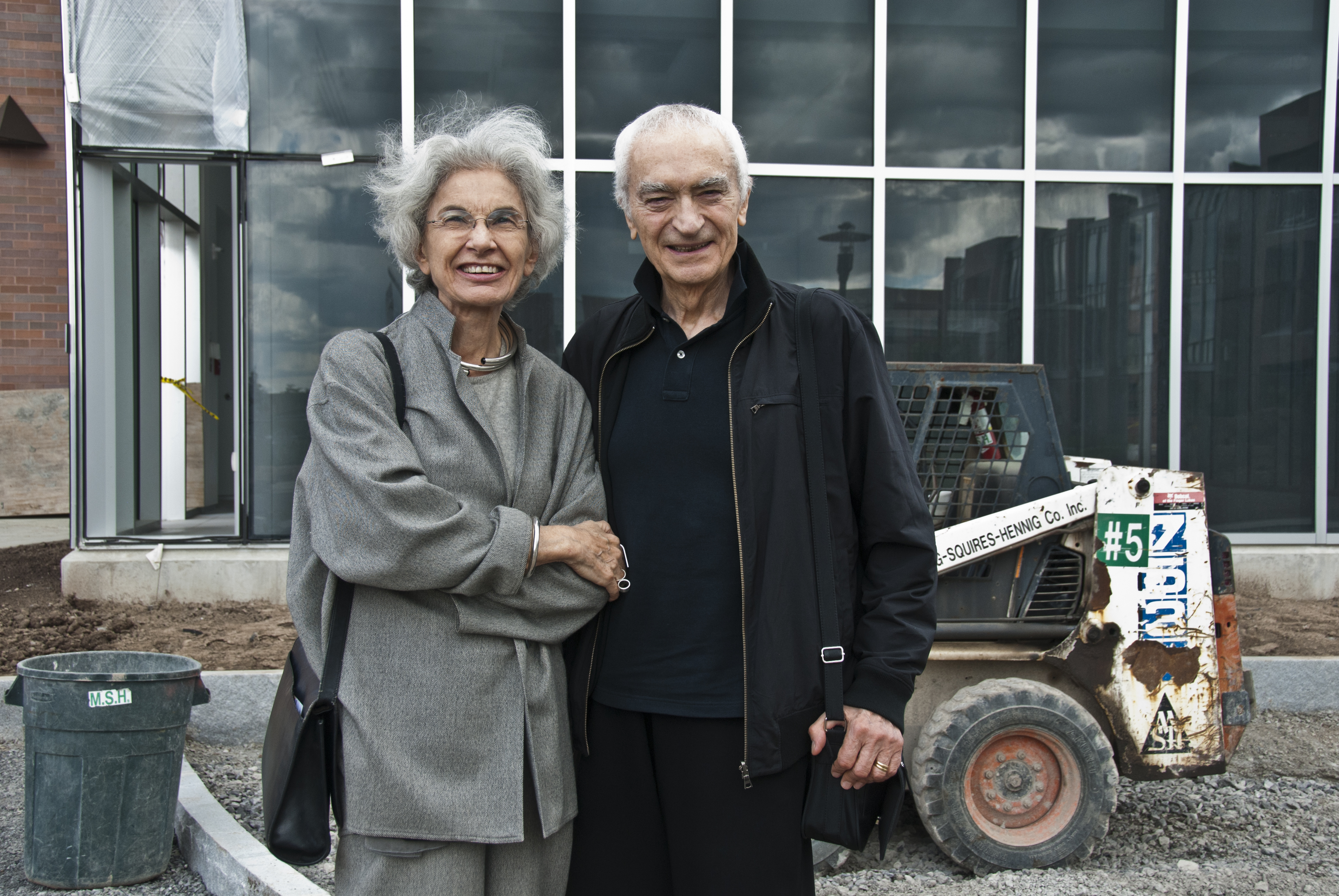
Lella et Massimo Vignelli devant le Vignelli Center for Design Studies pendant sa construction.

Massimo Vignelli, né le 10 janvier 1931 à Milan (Italie) et mort le 27 mai 2014 à New York (États-Unis), est un designer italien.
Massimo Vignelli a travaillé dans de nombreux domaines, du packaging à la signalisation en passant par le design de mobilier et celui d'espaces de vente, via son entreprise Vignelli Associates, cocréée avec sa femme, Lella Vignelli.
Le travail de Vignelli est étroitement lié à la tradition moderniste, se concentrant sur la simplicité à travers le recours à des formes géométriques simples dans tous ses travaux.

## Biographie
Massimo Vignelli est né à Milan le 10 janvier 1931. Après une enfance difficile à Milan à cause de la Seconde Guerre mondiale, il s’intéresse d’abord à l’architecture, puis au design industriel.
En 1949, à dix-huit ans, le jeune Massimo participe au Congrès international d'architecture moderne qui se tiendra cette année-là à Bergame où il rencontre les meilleurs architectes européens de l'époque.
Vignelli a étudié l'architecture à l'École polytechnique de Milan et à l' Université IUAV de Venise. Lorsqu'il était encore étudiant à Venise, Paolo Venini, propriétaire de Venini Glass, lui proposa de concevoir des lampes en verre soufflé. Les lampes qu'il a conçues au cours de cette période sont maintenant exposées dans plusieurs musées et représentent l'une des premières expériences de design de Vignelli, ainsi que certaines de ses premières œuvres reconnues. Au cours de la même période, Vignelli a commencé à s’occuper de la conception graphique des journaux, des livres et des emballages, s’éloignant de l’architecture pour se rapprocher de plus en plus du design.
En 1957, il épouse Lella, ils s'installèrent ensemble temporairement aux États-Unis, grâce à une offre d'emploi reçue par Massimo d'une société du Massachusetts. Cependant, les produits conçus par Vignelli au cours de cette période (fourchettes, couteaux et cuillères) sont rejetés par le service marketing car ils sont considérés comme trop modernes. L'année suivante, l' IIT Institute of Design offre à Vignelli une chaire à temps partiel. Le couple déménage donc à Chicago. Vignelli reste à Chicago pendant deux ans, au cours desquels il a l'occasion de rencontrer des personnalités de l'architecture internationale, dont Mies van der Rohe.
En 1960, Vignelli fut contraint de rentrer en Italie à cause de l'expiration de son visa. Au cours de cette période, Vignelli reçoit diverses positions de sociétés illustres telles que Olivetti, Pirelli et Xerox, Sansoni et d’autres éditeurs. Vignelli décrit ces années comme les années au cours desquelles son approche personnelle du design a commencé à se manifester. Les époux Vignelli donnent vie à leur premier studio de design à Milan, où ils travailleront jusqu'en 1964. Il travaille également pour Arteluce de Gino Sarfatti à Milan.
À la fin de 1964, Vignelli s’installe définitivement aux États-Unis. C'est à cette époque que l'idée d'une étude internationale commence à prendre forme, une idée qui deviendra réalité sous le nom d'Unimark International, fondé par les partenaires: Massimo Vignelli, Ralph Eckerstrom, Bob Noorda, Jay Doblin, James Fogelman, Wally Gutches et Larry. Klein. Unimark est rapidement devenu l'un des plus importants studios de design au monde, avec des bureaux à Chicago, New York, Denver, Cleveland, Détroit, San Francisco, Milan, Londres, Copenhague, Johannesburg et Melbourne. Vignelli s'occupe de la coordination des différents bureaux. 
Au cours de cette période, il voyage beaucoup d'un pays à l'autre pour gérer et orienter les différents sites afin de créer un langage commun. Vignelli a dirigé la réalisation de plusieurs projets souvent attribués à tort à Vignelli Associates, notamment des projets d’identité visuelle pour American Airlines (1967), Ford (1965) et le célèbre panneau de signalisation du métro de New York (1966). 
En 1972, Vignelli créa la controversée New York City Subway map ,,. La carte, qui devait à l'origine être accompagnée d'une carte descriptive, est une carte topologique du réseau métropolitain, où chaque ligne est identifiée par une couleur différente et chaque arrêt est identifié par un point. Les lignes sont disposées selon les critères des 45eet 90e degrés, une technique mise en pratique avec succès pour la première fois sur la carte pionnière du London Underground créée en 1933 par Henry Charles Beck. La carte, radicalement moderne par rapport aux cartes traditionnelles utilisées aux États-Unis, a immédiatement suscité des réactions mitigées qui font encore l’objet de débats. Conçu par Vignelli comme un diagramme devant remplir la fonction d'indication du trajet d'un point A à un point B sans relation précise avec la géographie, la carte de Beck a été critiquée par de nombreux New-Yorkais qui ont plutôt trouvé les incohérences déroutantes géographique, en particulier la représentation de la zone de Central Park comme un carré. Pour comprendre ces objections, il est nécessaire de souligner que si Londres est une ville dont l'urbanisme est encore largement influencé par l'âge romain, l'île de Manhattan repose plutôt sur une grille stricte qui permet à chaque citoyen de toujours savoir exactement où il se trouve.
Après cinq ans, Vignelli a quitté Unimark en 1971, à la suite de désaccords grandissants sur le comportement de l'entreprise, de plus en plus axés sur le marketing. En 1971, avec son épouse Lella, il a fondé Vignelli Associates à New York. Depuis lors, Vignelli a travaillé sur un grand nombre de projets pour de grandes industries américaines (par exemple Knoll, client important de Vignelli Associates, et IBM ) et européennes (par exemple, Benetton, Ducati, Poltrona Frau, Artemide).
Des années 1980 aux années 2000, Vignelli a été impliqué dans des projets allant des États-Unis à l’Europe, de l’Amérique du Sud au Japon, de tous genres, du livre au conditionnement, en passant par l’identité visuelle de toute une compagnie de chemin de fer anglaise, signalisation pour les chemins de fer italiens. En 1988, il a totalement édité l’image du TG2 de la Rai, de l’identité visuelle aux études et au mobilier qu’ils contiennent. Il a également organisé plusieurs expositions importantes concernant son travail, en Italie, en Russie, en Finlande, au Danemark, en Angleterre, en Espagne, en Allemagne, en Tchécoslovaquie, en France, aux États-Unis et au Canada.
En 2000, il a déménagé le siège de Vignelli Associates chez lui à New York, où il a continué de travailler sur plusieurs projets en compagnie de son épouse Lella.
En 2010, en collaboration avec le Rochester Institute of Technology, est né le Vignelli Center for Design Studies. Il était possible d'assister à des ateliers sur le graphisme tenus par Vignelli lui-même jusqu'en 2013, ainsi que d'admirer une exposition de ses oeuvres.

## Distinctions
- 1964 : Gran Premio Triennale de Milan
- 1964 : Prix Compasso d'Oro de l'ADI (avec Lella Vignelli)
- 1973 : Industrial Arts Medal de l'American Institute of Architects (AIA)
- 1982 : New York Art Directors Club Hall of Fame[7]
- 1982 : Docteur honoris causa des Beaux-Arts de la Parsons School of Design, New York
- 1983 : AIGA Gold Medal[8]
- 1985 : premier Presidential Design Award accordé par le président Ronald Reagan, pour le National Park Service Publications Program
- 1987 : Docteur honoris causa des Beaux-Arts du Pratt Institute, Brooklyn, New York
- 1988 : Interior Design Hall of Fame[9],[10].
- 1988 : Docteur honoris causa des Beaux-Arts de la Rhode Island School of Design, Providence, Rhode Island
- 1991 : National Arts Club Gold Medal for Design
- 1992 : Interior Product Designers Fellowship of Excellence
- 1993 : New York State Governor’s Award for Excellence
- 1994 : Docteur honoris causa en Architecture de l'Université de Venise, Italie
- 1994 : Docteur honoris causa des Beaux-Arts de la Corcoran School of Art, Washington D.C.
- 1995 : Brooklyn Museum Design Award for Lifetime Achievement
- 1996 : Honorary Royal Designer for Industry Award, Royal Society of Arts, Londres
- 1998 : Prix Compasso d'Oro (avec Lella Vignelli)
- 2000 : Docteur honoris causa des Beaux-Arts de l'Art Center College of Design, Pasadena, Californie
- 2002 : Docteur honoris causa des Beaux-Arts du Rochester Institute of Technology, Rochester, New York
- 2003 : National Lifetime Achievement Award du National Museum of Design au Cooper-Hewitt, New York (avec Lella Vignelli)[11]
- 2004 : Visionary Award du Museum of Art and Design, New York
- 2005 : Architecture Award de l'American Academy of Arts and Letters, New York[12]